# Han Peng
Han Peng (chinesisch 韓鵬, Pinyin Hán Péng; * 13. September 1983 in Jinan) ist ein ehemaliger chinesischer Fußballspieler, der zuletzt beim chinesischen Zweitligisten Beijing Renhe unter Vertrag stand.

## Karriere

### Verein
Peng begann seine professionelle Karriere bei Shandong Luneng Taishan, aus dessen Jugend er kam. Sein erstes Ligaspiel bestritt er am 10. März 2002 gegen Sichuan Guancheng. Sein erstes Profi-Tor erzielte er am 23. März 2002 gegen Chongqing Lifan. Zusammen mit seinem Sturmpartner Li Jinyu bildete er ein gefährliches Sturmduo und er zielte 2005 sieben Tore. In der folgenden Saison schoss Peng zehn Tore und verhalf Luneng zum Gewinn der Meisterschaft und des Chinese FA Cups. In der nächsten Saison steigerte er seine Trefferquote nochmal mit 13 erzielten Treffern, allerdings blieb sein Verein diesmal ohne Titel. Die Saison 2008 verlief für Peng unglücklich, da er den Großteil der Saison verletzungsbedingt ausfiel. 2012 saß er die meiste Saison über auf der Ersatzbank. Nachdem er seine gesamte Karriere bei Shandong Luneng Taishan verbracht hatte, wechselte er 2016 zu Beijing Renhe in die zweite chinesische Liga und verpasste dort am Saisonende als Tabellenvierter nur knapp den Aufstieg in die Chinese Super League.

### Nationalmannschaft
Sein Debüt für die Nationalmannschaft machte Peng am 3. Juni 2006 in einem Freundschaftsspiel gegen die Schweiz, das Spiel verlor China mit 4:1. Bei der Fußball-Asienmeisterschaft 2007 war er wichtiger Bestandteil der Mannschaft, außerdem erzielte er sein erstes Tor im Trikot der Nationalmannschaft gegen Irak am 15. November 2006 in einem 1:1-Unentschieden. Während des Turniers agierte Peng oft als alleinige Sturmspitze. Trotz seiner zwei erzielten Tore konnte Peng die für China desaströse Leistung beim Asien Cup nicht wettmachen und schied bereits in der Vorrunde aus.
Zur Qualifikation für die Fußball-Weltmeisterschaft 2010 wurde Peng vom neuen Trainer Vladimir Petrović in den Kader berufen und beschrieb ihn als derzeit China’s besten Stürmer. Allerdings blieb Peng während der gesamten Quali ohne Torerfolg und die Qualifikation wurde verpasst.

## Erfolge
- Chinesischer Meister: 2006, 2008
- Chinese FA Cup: 2004, 2006
- Chinese Super League Cup: 2004